# Liste der Kulturdenkmale in Prester
In der Liste der Kulturdenkmale in Prester sind alle Kulturdenkmale des zur Stadt Magdeburg gehörenden Stadtteils Prester aufgelistet. Grundlage ist das Denkmalverzeichnis des Landes Sachsen-Anhalt, das auf Basis des Denkmalschutzgesetzes vom 21. Oktober 1991 erstellt und seither laufend ergänzt wurde (Stand: 31. Dezember 2020). 

## Kulturdenkmale
| Lage                           | Bezeichnung                    | Beschreibung | Erfassungs- nummer | Ausweisungsart | Bild                           |
| ------------------------------ | ------------------------------ | --- | ------------------ | -------------- | ------------------------------ |
| Alt Prester 86 (Karte)         | Immanuelkirche                 | 1829–32 erbaut in einfachen Formen der frühen Neogotik, Entwurf aus der Berliner Baudeputation nach Plänen oder unter unmittelbarer Einwirkung von Karl Friedrich Schinkel, jetzt als Gaststätte genutzt                                     | 094 82470          | Baudenkmal     | Weitere Bilder                 |
| Alt Prester 104 (Karte)        | Wohnturm Prester               | Bruchsteinbau aus dem frühen 16. Jahrhundert, Wappentafel mit der Jahreszahl 1520, hochrangiges Denkmal für spätmittelalterliche Profanarchitektur, ursprünglich im Besitz der Patrizierfamilie Rode                                         | 094 82472          | Baudenkmal     | Wohnturm Prester               |
| Alt Prester (Karte)            | Transformatorenstation Prester | erbaut in den 1920er Jahren in traditioneller Form des Heimatstils, kreisrunder Grundriss mit barockisierender Lisenengliederung und Mansarddach                                                                                             | 094 82471          | Baudenkmal     | Transformatorenstation Prester |
| Schönebecker Straße 81 (Karte) | Schöpfwerk bei Prester         | Das Schöpfwerk „Wasserschlösschen“ wurde 1856 bis 1859 vom englischen Oberingenieur Moore gebaut und danach mehrfach erweitert. Es besteht aus Brunnen- und Maschinenhaus sowie dem neoklassizistischen Turm. Außenbereich, am Ufer der Elbe | 094 70595          | Baudenkmal     | Schöpfwerk bei Prester         |

## Legende
In den Spalten befinden sich folgende Informationen:
- Lage: Nennt den Straßennamen und wenn vorhanden die Hausnummer des Kulturdenkmals. Die Grundsortierung der Liste erfolgt nach dieser Adresse. Der Link „Karte“ führt zu verschiedenen Kartendarstellungen und nennt die geographischen Koordinaten.
Link zu einem Kartenansichtstool, um Koordinaten zu setzen. In der Kartenansicht sind Baudenkmale ohne Koordinaten mit einem roten bzw. orangen Marker dargestellt und können in der Karte gesetzt werden. Baudenkmale ohne Bild sind mit einem blauen bzw. roten Marker gekennzeichnet, Baudenkmale mit Bild mit einem grünen bzw. orangen Marker.
- Offizielle Bezeichnung: Nennt den Namen, die Bezeichnung oder zumindest die Art des Kulturdenkmals und verlinkt, soweit vorhanden, auf den Artikel zum Objekt.
- Beschreibung: Nennt bauliche und geschichtliche Einzelheiten des Kulturdenkmals, vorzugsweise die Denkmaleigenschaften.
- Erfassungsnummer: Für jedes Kulturdenkmal wird in Sachsen-Anhalt eine 20stellige Erfassungsnummer vergeben. Die letzten zwölf Ziffern werden für die Untergliederung nach Teilobjekten genutzt und werden nur angegeben, soweit vergeben. In dieser Spalte kann sich folgendes Icon  befinden, dies führt zu Angaben zu diesem Baudenkmal bei Wikidata.
- Ausweisungsart: Die Einordnung des Denkmales nach § 2 Abs. 2 DenkmSchG LSA
- Bild: Ein Bild des Denkmales, und gegebenenfalls einen Link zu weiteren Fotos des Kulturdenkmals im Medienarchiv Wikimedia Commons. Wenn man auf das Kamerasymbol klickt, können Fotos zu Kulturdenkmalen aus dieser Liste hochgeladen werden: